# Encyocrypta
Encyocrypta – rodzaj pająków z infrarzędu ptaszników i rodziny Barychelidae. Obejmuje 32 opisane gatunki. Zamieszkują Nową Kaledonię.

## Morfologia
Karapaks tych pająków jest zaokrąglony w zarysie, porośnięty owłosieniem, zaopatrzony w krótkie i proste do lekko odchylonych jamki. Ośmioro oczu umieszczonych jest na wyraźnie wyniesionym wspólnym wzgórku. Najbardziej z przodu leżą oczy pary przednio-bocznej, podczas gdy oczy pary przednio-środkowej leżą wyraźnie za nimi, w związku z czym występują dwa rzędy oczu przednich. Nadustek nie występuje. Szczękoczułki mogą być wyposażone w słabo rozwinięte rastellum lub być go całkiem pozbawione. Szczęki mają zaokrąglony płat przedni od 1 do 30 osiągających 40–50 μm średnicy kuspuli w kątach zewnętrznych. Szersza niż dłuższa warga dolna jest pozbawiona kuspuli. Sercowate w zarysie, zawsze dłuższe niż szerokie sternum ma trzy pary zaokrąglonych miejsc przyczepu mięśni (sigillae) rozmieszczonych brzeżnie. Odnóża mają na stopach umiarkowanie duże, irydyzująco zielone przypazurkowe kępki włosków. U samicy kępki te są dobrze wykształcone także na nogogłaszczkach. Pierwsza para odnóży samców ma po dwa rzędy ząbków na pazurkach, a ostatnia po jednym lub dwóch rządkach. Opistosoma (odwłok) jest zwykle z wierzchu i od spodu nakrapiana, rzadko jednobarwna. Występują dwie pary kądziołków przędnych – dobrze rozwinięta tylno-środkowa i o ¾ węższa tylno-boczna. Genitalia samicy mają dwie spermateki, każda złożona z dwóch płatów różnej budowy oddzielonych od nasadowego guzka. Nogogłaszczki samca mają gruszkowaty bulbus oraz krótki kil w odsiebnej części embolusa.

## Zachowanie i występowanie
Pająki te należą do drapieżników polujących z ukrycia. Swe krótkie, baryłkowate, wyściełane miękką pajęczyną gniazda budują w ściółce, pod liśćmi, kamieniami, powalonymi kłodami, w butwiejących pniach i przy drzewach. Gniazda mogą być z obu stron zamknięte wieczkami, ale wiele gatunków w ogóle nie tworzy wieczek.
Rodzaj ten występuje endemicznie na Nowej Kaledonii, gdzie jest najszerszej rozprzestrzenionym przedstawicielem ptaszników. Pospolicie występuje w lasach deszczowych, ale spotykany jest też w otwartych lasach zawsze zielonych twardolistnych, makii, strefie litoralu czy na najwyższym szczycie wyspy (Mont Panié), także na podłożu skalistym.

## Taksonomia
Rodzaj ten wprowadził w 1889 roku Eugène Simon jako takson monotypowy z jednym, opisanym w tej samej publikacji gatunkiem E. meleagris. W 1892 roku ten sam autor zsynonimizował go z rodzajem Idiommata. W 1954 roku Barbara York Main przywróciła rodzaj Encyocrypta. W 1991 roku Tracey Churchill i Robert Raven zawęzili rodzaj do fauny nowokaledońskiej, opisując liczne nowe gatunki. Opisu kolejnych gatunków dokonał Raven w 1994 roku.
Do rodzaju zalicza się 32 opisane gatunki:
- Encyocrypta abelardi Raven, 1994
- Encyocrypta aureco Raven et Churchill, 1991
- Encyocrypta berlandi Raven et Churchill, 1991
- Encyocrypta bertini Raven, 1994
- Encyocrypta bouleti Raven, 1994
- Encyocrypta cagou Raven et Churchill, 1991
- Encyocrypta colemani Raven et Churchill, 1991
- Encyocrypta decooki Raven et Churchill, 1991
- Encyocrypta djiaouma Raven et Churchill, 1991
- Encyocrypta eneseff Raven et Churchill, 1991
- Encyocrypta gracilibulba Raven, 1994
- Encyocrypta grandis Raven, 1994
- Encyocrypta heloiseae Raven, 1994
- Encyocrypta koghi Raven et Churchill, 1991
- Encyocrypta kone Raven et Churchill, 1991
- Encyocrypta kottae Raven et Churchill, 1991
- Encyocrypta kritscheri Raven et Churchill, 1991
- Encyocrypta kwakwa Raven, 1994
- Encyocrypta letocarti Raven et Churchill, 1991
- Encyocrypta lugubris Raven et Churchill, 1991
- Encyocrypta mckeei Raven, 1994
- Encyocrypta meleagris Simon, 1889
- Encyocrypta montdo Raven et Churchill, 1991
- Encyocrypta montmou Raven et Churchill, 1991
- Encyocrypta neocaledonica Raven et Churchill, 1991
- Encyocrypta niaouli Raven et Churchill, 1991
- Encyocrypta ouazangou Raven, 1994
- Encyocrypta oubatche Raven et Churchill, 1991
- Encyocrypta panie Raven et Churchill, 1991
- Encyocrypta risbeci Raven, 1994
- Encyocrypta tillieri Raven et Churchill, 1991
- Encyocrypta tindia Raven et Churchill, 1991